# Panopeus occidentalis
Panopeus occidentalis är en kräftdjursart som beskrevs av de Saussure 1857. Panopeus occidentalis ingår i släktet Panopeus och familjen Panopeidae. Inga underarter finns listade i Catalogue of Life.